# Michel Teló
Michel Teló, född 21 januari 1981 i Medianeira, Paraná, Brasilien, är en brasiliansk sångare och kompositör. Hans största nationella och internationella hitlåt är Ai se eu te pego!, som hamnade på första plats i de flesta europeiska länder och Latinamerika. Före sin solokarriär var han sångare i olika band, bland annat Grupo Tradição.